# Emma Weyant
Emma Weyant (født 24. december 2001) er en amerikansk konkurrencesvømmer.
Hun kvalificerede sig til de olympiske lege 2020 i 400 m individuel medley og vandt sølvmedaljen ved dette stævne.